# Антуан Жауде
Антуан Жауде (порт. Antoine Jaoude; нар. 5 січня 1977, Ріо-де-Жанейро) — бразильський борець вільного стилю, срібний та триразовий бронзовий призер Панамериканських чемпіонатів, бронзовий призер Панамериканських ігор, чемпіон Південної Америки, учасник Олімпійських ігор у змаганнях з вільної боротьби. Брав участь також у міжнародних змаганнях з греко-римської боротьби, але з меншим успіхом.

## Біографія
Боротьбою почав займатися з 1992 року.
Виступає за борцівський клуб «Дельфін», Ріо-де-Жанейро.
Брав участь також у боях змішаного стилю. Отримав 8 перемог та зазнав 3 поразок.
Його молодший брат Адріан Жауде теж борець вільного стилю — срібний призер чемпіонату Південної Америки, бронзовий призер Панамериканського чемпіонату, бронзовий призер Південноамериканських ігор.

## Спортивні результати на міжнародних змаганнях

### Виступи на Олімпіадах
| Змагання                    | Збірна   | Вагова категорія          | Місце |
| --------------------------- | -------- | ------------------------- | ----- |
| Літні Олімпійські ігри 2004 | Бразилія | вільна боротьба, до 96 кг | 20    |

### Виступи на Чемпіонатах світу
| Змагання                        | Збірна   | Вагова категорія           | Місце |
| ------------------------------- | -------- | -------------------------- | ----- |
| Чемпіонат світу з боротьби 2003 | Бразилія | вільна боротьба, до 96 кг  | 12    |
| Чемпіонат світу з боротьби 2006 | Бразилія | вільна боротьба, до 96 кг  | 25    |
| Чемпіонат світу з боротьби 2010 | Бразилія | вільна боротьба, до 120 кг | 17    |
| Чемпіонат світу з боротьби 2011 | Бразилія | вільна боротьба, до 120 кг | 25    |
| Чемпіонат світу з боротьби 2013 | Бразилія | вільна боротьба, до 120 кг | 28    |

### Виступи на Панамериканських чемпіонатах
| Змагання                                   | Збірна   | Вагова категорія           | Місце  |
| ------------------------------------------ | -------- | -------------------------- | ------ |
| Панамериканський чемпіонат з боротьби 2005 | Бразилія | вільна боротьба, до 96 кг  | Бронза |
| Панамериканський чемпіонат з боротьби 2006 | Бразилія | вільна боротьба, до 96 кг  | Бронза |
| Панамериканський чемпіонат з боротьби 2008 | Бразилія | вільна боротьба, до 120 кг | Срібло |
| Панамериканський чемпіонат з боротьби 2009 | Бразилія | вільна боротьба, до 120 кг | 5      |
| Панамериканський чемпіонат з боротьби 2010 | Бразилія | вільна боротьба, до 120 кг | Бронза |
| Панамериканський чемпіонат з боротьби 2016 | Бразилія | вільна боротьба, до 125 кг | 5      |

### Виступи на Панамериканських іграх
| Змагання                  | Збірна   | Вагова категорія                 | Місце  |
| ------------------------- | -------- | -------------------------------- | ------ |
| Панамериканські ігри 1999 | Бразилія | греко-римська боротьба, до 97 кг | 6      |
| Панамериканські ігри 1999 | Бразилія | вільна боротьба, до 97 кг        | 6      |
| Панамериканські ігри 2003 | Бразилія | вільна боротьба, до 96 кг        | Срібло |
| Панамериканські ігри 2007 | Бразилія | вільна боротьба, до 96 кг        | 5      |
| Панамериканські ігри 2011 | Бразилія | вільна боротьба, до 120 кг       | 7      |

### Виступи на Чемпіонатах Південної Америки
| Змагання                                    | Збірна   | Вагова категорія           | Місце  |
| ------------------------------------------- | -------- | -------------------------- | ------ |
| Чемпіонат Південної Америки з боротьби 2012 | Бразилія | вільна боротьба, до 120 кг | Золото |

### Виступи на інших змаганнях
| Змагання                                                               | Збірна   | Вагова категорія                  | Місце  |
| ---------------------------------------------------------------------- | -------- | --------------------------------- | ------ |
| Олімпійський кваліфікаційний турнір з боротьби 2008 (Мартіні)          | Бразилія | вільна боротьба, до 120 кг        | 11     |
| Олімпійський кваліфікаційний турнір з боротьби 2008 (Варшава)          | Бразилія | вільна боротьба, до 120 кг        | 11     |
| Турнір Дана Колова — Николи Петрова 2012                               | Бразилія | вільна боротьба, до 120 кг        | 7      |
| Олімпійський кваліфікаційний турнір з боротьби 2012 (Кіссіммі-Орландо) | Бразилія | вільна боротьба, до 120 кг        | Бронза |
| Олімпійський кваліфікаційний турнір з боротьби 2012 (Кіссіммі-Орландо) | Бразилія | греко-римська боротьба, до 120 кг | Бронза |
| Олімпійський кваліфікаційний турнір з боротьби 2012 (Тайюань)          | Бразилія | греко-римська боротьба, до 120 кг | 14     |
| Олімпійський кваліфікаційний турнір з боротьби 2012 (Тайюань)          | Бразилія | вільна боротьба, до 120 кг        | 14     |
| Олімпійський кваліфікаційний турнір з боротьби 2012 (Гельсінкі)        | Бразилія | вільна боротьба, до 120 кг        | 10     |
| Олімпійський кваліфікаційний турнір з боротьби 2012 (Гельсінкі)        | Бразилія | греко-римська боротьба, до 120 кг | 14     |
| Кубок Бразилії з боротьби 2012                                         | Бразилія | вільна боротьба, до 120 кг        | Срібло |
| Турнір Дана Колова — Николи Петрова 2013                               | Бразилія | вільна боротьба, до 120 кг        | 5      |
| Кубок Бразилії з боротьби 2013                                         | Бразилія | греко-римська боротьба, до 120 кг | Бронза |
| Кубок Бразилії з боротьби 2015                                         | Бразилія | вільна боротьба, до 125 кг        | Срібло |
| Гран-прі Парижа з боротьби 2016                                        | Бразилія | вільна боротьба, до 125 кг        | 5      |
| Олімпійський кваліфікаційний турнір з боротьби 2016 (Фріско)           | Бразилія | греко-римська боротьба, до 130 кг | Срібло |
| Олімпійський кваліфікаційний турнір з боротьби 2016 (Фріско)           | Бразилія | вільна боротьба, до 125 кг        | 0      |